# 리나 혼
리나 혼(Lena Horne, 1917년 6월 30일 ~ 2010년 5월 9일)은 미국의 가수, 댄서, 배우, 민권운동가이다.
뉴욕주 브루클린에서 태어났다. 존 C. 칼훈의 직계손으로 알려져 있으며, 아프리카, 유럽, 토착 아메리카인 혈통을 가지고 있다. 처음에는 코튼 클럽의 댄서였으나, 후에 가수로 전향하였다. 노블 시슬, 찰리 버네트 등의 악단 전속 가수를 거쳐 독립한 뒤 유흥업소의 여왕으로 활약했다. 뮤지컬 《자메이카》, 영화 《라스베이거스에서 만납시다》 등으로 호평받았다. 재즈의 느낌이 넘쳐흐르는 창법은 인기가 대단하며, 《마이 네임》 등의 음반이 있다.

## 출연 작품
- 엔터테인먼트 3 (1994)
- 아메리칸 마스터즈 (1983)
- 마법사 (1978)
- 엔터테인먼트 (1974)
- 건파이터의 최후 (1969)
- 미트 미 인 라스 베가스 (1956)
- 아이다호의 공작부인 (1950)
- 워즈 앤 뮤직 (1948)
- 틸 더 클라우즈 롤 바이 (1946)
- 지그펠드 폴리스 (1946)
- 브로드웨이 리듬 (1944)
- 자매와 수병 (1944)
- 싸우잰드 치어 (1943)
- 스윙 피버 (1943)
- 폭풍우의 날씨 (1943)
- 아이 두드 잇 (1943)
- 하늘의 오두막 (1943)
- 파나마 해티 (1942)
- 듀크 이즈 톱스 (1938)